# The Love Club EP
The Love Club EP – debiutancki minialbum nowozelandzkiej piosenkarki Lorde. Mając dwanaście lat Lorde została odkryta przez Scotta MacLachlana, pracownika Universal Music Group i zaczęła pisać swoje autorskie utwory. W grudniu 2011 roku Scott MacLachlan nawiązał współpracę z producentem muzycznym Joel'em Little i w ciągu trzech tygodni Lorde wraz z producentem wspólnie zaczęła pisać nowe teksty i zostały wyprodukowane wszystkie utwory na minialbum. W listopadzie 2012 roku piosenkarka samopublikowała minialbum do pobrania za darmo poprzez serwis SoundCloud. 8 marca 2013 roku The Love Club EP został wydany przez wytwórnię Universal Music Group i  Virgin Records.
Indie rockowy z wpływem electronica minialbum, The Love Club EP został dobrze przyjęty przez krytyków muzycznych, którzy chwalili jego produkcję i porównali styl Lorde do utworów Sky Ferreira, Florence and the Machine i Lany Del Rey. 
Wydawnictwo dotarło do 2. miejsca na liście przebojów w Nowej Zelandii i Australii i uzyskało odpowiednio status platynowej płyty i siedmiokrotnej platynowej płyty. W Stanach Zjednoczonych minialbum zajął 23. pozycję w notowaniu Billboard 200 i sprzedał się w ilości 60. tysięcy egzemplarzy w sierpniu 2013 roku. Aby promować The Love Club EP, Lorde śpiewała podczas różnych koncertów, natomiast utwór „Royals” został wydany 3 czerwca 2013 roku jako singel. 

## Lista utworów
| Edycja standardowa | Edycja standardowa     | Edycja standardowa                | Edycja standardowa | Edycja standardowa |
| Nr                 | Tytuł utworu           | Tekst                             | Muzyka             | Długość            |
| ------------------ | ---------------------- | --------------------------------- | ------------------ | ------------------ |
| 1.                 | „Bravado”              | Ella Yelich O'Connor, Joel Little | Joel Little        | 3:41               |
| 2.                 | „Royals”               | Ella Yelich O'Connor, Joel Little | Joel Little        | 3:10               |
| 3.                 | „Million Dollar Bills” | Ella Yelich O'Connor, Joel Little | Joel Little        | 2:18               |
| 4.                 | „The Love Club”        | Ella Yelich O'Connor, Joel Little | Joel Little        | 3:21               |
| 5.                 | „Biting Down”          | Ella Yelich O'Connor, Joel Little | Joel Little        | 3:33               |
|                    |                        |                                   |                    | 16:03              |

## Pozycje na listach przebojów
| Kraj              | Lista (2013-14)        | Najwyższa pozycja | Sprzedaż | Status             |
| ----------------- | ---------------------- | ----------------- | -------- | ------------------ |
| Australia         | Top 50 Albums          | 2                 | 490 000  | 7× platynowa płyta |
| Kanada            | Canadian Albums Chart  | 22                | —        | —                  |
| Nowa Zelandia     | Top 40 Albums          | 2                 | 15 000   | platynowa płyta    |
| Stany Zjednoczone | Billboard 200          | 23                | 60 000   | —                  |
| Stany Zjednoczone | Top Alternative Albums | 6                 | 60 000   | —                  |
| Stany Zjednoczone | Top Rock Albums        | 6                 | 60 000   | —                  |